# ファイアーエムブレム 紋章の謎
『ファイアーエムブレム 紋章の謎』（ファイアーエムブレム もんしょうのなぞ）は、ファイアーエムブレムシリーズ第3作で、1994年1月21日スーパーファミコン用ソフトとして任天堂から発売されたシミュレーションロールプレイングゲーム。

## 概要
『ファイアーエムブレム 暗黒竜と光の剣』の続編で、『暗黒竜と光の剣』のリメイクを『第1部：暗黒戦争編〜暗黒竜と光の剣』として、その後日談の『第2部：英雄戦争編〜紋章の謎』を収録した2部構成である。第1部の物語は大陸を揺るがす「悪」に対して「炎の紋章（ファイアーエムブレム）」に集う戦士たちの物語だったのに対し、第2部は「ファイアーエムブレム」とアカネイア大陸の歴史と謎に触れた物語となっている。第1部と第2部はどちらから始めてもプレイができるが、条件を満たすと第1部から第2部まで通してプレイすることもできる。それぞれの面は登場ユニットや初期配置にはほとんど変化がなく、ファミコン版の攻略法をそのまま応用することが可能。
本来は第2部『紋章の謎』の「英雄戦争編」のみ予定であったが前作をプレイしていない人のために、ダイジェストとして第1部『暗黒竜と光の剣』の「暗黒戦争編」を追加している。
ハードの性能向上のためグラフィックや演出面が強化されている。難しいとされた旧作より難易度はかなり落とされたが、ゲームバランスに関しては評価が高く、同シリーズの代表作と呼べる作品である。本作は新ファン層を増やし、人気ゲームシリーズの仲間入りを果たした一作と言える。
キャラクターグラフィックに関しては当初劇画調のものが予定されていたが、最終的にはアニメ調のものに落ち着き、後のシリーズの方向性を定めることにもなった。
システム面では騎馬系、飛行系ユニットは屋内では降りて戦うこととなる。そのため、「のる」「おりる」コマンドが追加され、闘技場では降参できるようになった。なお、戦闘アニメを経ずにマップ上で戦闘が繰り広げられるよう設定でき、比較的快適にプレイできるようになった。
今作より行動を終了したユニットを再行動させるユニット踊り子が初登場した。この再行動させるユニットは次回作以降にも登場し、戦略上重要なユニットとなっている。
1996年にはケイエスエスよりオリジナル・ビデオアニメーションが発売されている（2巻で発売中止）。

### バーチャルコンソールとその派生
Wii、Wii U、Newニンテンドー3DSのバーチャルコンソール、Nintendo Switchの『スーパーファミコン Nintendo Switch Online』でも提供されており、『大乱闘スマッシュブラザーズX』日本版限定の名作トライアルというモードで体験版が収録されている。

## 第1部 暗黒戦争編
本作の第1部である暗黒戦争編は、第一作目『ファイアーエムブレム 暗黒竜と光の剣』のリメイク版である（このリメイクはDS版『新・暗黒竜と光の剣』とは異なる）。『暗黒竜』における第4章・第9章・第13章・第18章・第21章の5ステージと僧侶リフやシューターなどの仲間キャラクターが除外され、25章の物語が20章に変更された。また、アカネイア大陸・ファイアーエムブレムの設定、マムクートの伝承も多少変更されている。さらに、今作品から追加された人物や国名変更などもある。味方の成長率が全体的に上がり、敵のステータスも下がっており、かつ闘技場で掛け金と引き換えに降参ができるようになったなどにより、『暗黒竜』より難易度はかなり落ちている。第1部で味方になるユニットを全員仲間にして、かつ誰も死亡させずにクリアすると自動的に第2部につながり、そのまま連続してプレイすることができる。ただし、第1部でどんなに味方ユニットを成長させていても、第2部の登場時には引き継がれない。

### ストーリー
アカネイア大陸には7つの王国があり、小さな争いこそあるものの平和な状態が続いていた。たが、暗黒司祭ガーネフによって、平和の時が破られた。100年前に英雄アンリによって倒された暗黒竜メディウスがガーネフによって復活させられた。そして、再び世界を支配せんと恐怖の進撃を開始した。アンリの血を引くアリティア王コーネリアスは、神剣ファルシオンを手にメディウスに立ち向かった。しかし同盟国の裏切りによって逆襲を受けてしまう。アリティアは滅亡し、まだ幼い王子は辺境の島国タリスに逃れた。マルス王子が16歳になったとき、タリスにもメディウスの魔の手が伸びていると言う危機をシーダから聞いた。マルスはついにメディウス討伐軍を決起した。それは、長い暗黒戦争の始まりであった。

### 世界背景
本記述には『紋章の謎』で追加された後付け設定も含まれる。
アカネイア聖王国（『暗黒竜』では「アカネイア王国」）
アカネイア暦元年、アドラ一世が諸都市国家を統一し、建国した王国。建国以来600年が経ち、大陸で最も歴史がある。「神に護られし国」聖王国アカネイアとよばれるが、後に7つの国に分裂し、アカネイア大陸の諸国を統率する宗主国としても位置付けられる。
物語のおよそ100年前、ドルーア帝国の侵攻により滅亡する。後に、カルタス伯爵を王として再興されるが、暗黒戦争の勃発により王都パレスが再び陥落。王女ニーナを残し、王族は全て処刑された。
大陸の宗主国という位置にはあるが、国民を虐げたり、あっさりドルーアに寝返るなどした幹部も目立ち、マケドニア王子ミシェイルのように反感や嫌悪感を抱いている者も多い。
アリティア王国
主人公マルスの先祖である英雄アンリによってアリティアに建国された王国。海に囲まれ、自然豊かな国で、宮廷騎士団の義勇でも知られる。
初代国王アンリは100年前、神剣ファルシオンを手に地竜王メディウスを倒す。アンリは英雄と称えられ、開拓都市であったアリティアは王国都市へと発展した。
暗黒戦争が始まり、マルスの父コーネリアス王は神剣ファルシオンを携えアカネイア王国の救援へと向かった。しかし、メニディ川でグルニアの黒騎士団と戦闘中、同盟国グラの裏切りに遭い壊滅。マルスと少数の手勢を残して滅亡する。
オレルアン王国
大陸の北東部、最も北に位置する大国。草原の広がる土地柄で、「草原の王国」とよばれることも多い。馬の運用が発達しており、狼騎士団の強さも有名である。カルタス伯爵の弟のマーロンが建国した国で、アカネイア王国とは係わり深い国。
暗黒戦争ではマケドニア軍の侵攻に占領されるが、オレルアン王弟ハーディンはアカネイア王都パレス陥落の際に王女ニーナを匿い反乱軍を興す。それ以来、ゲリラ闘争を繰り返している。
グルニア王国
大陸の南西に位置する王国。解放戦争の英雄オードウィン将軍によって建国された騎士の国。カミュ将軍率いる黒騎士団は、大陸最強と名高いグルニアの精鋭部隊である。アカネイア王国に反感を抱いていたグルニアは、国王ルイの気弱さもあり、暗黒戦争でドルーア帝国と同盟を結ぶ。しかし、王女ニーナと恋仲にあるカミュ将軍は、祖国と恋人の間で苦悩する。「木馬隊」なる戦車軍団も有名である。
マケドニア王国
奴隷戦士アイオテによって建国された王国。ドルーアの南に位置する森林・山岳地帯にある国家で、飛竜・天馬を多く産し、竜騎士団はグルニアの黒騎士団と並び称されるほどの精鋭部隊である。ほかにも、ペガサスナイトからなる白騎士団も存在する。
ドルーア帝国復活の際、マケドニア国王が王子ミシェイルによって暗殺され実権がミシェイルに移ると、ドルーアとの同盟を宣言する。王女ミネルバに謀反の危機を感じたミシェイルは、妹であるマリアを幽閉し反逆を抑えた。
グラ王国
アンリの死後、継承問題のためアリティア王国から分裂したアリティアの東隣に位置する島国。
分裂後もアリティアとは良好な関係にあったが、暗黒戦争で国王ジオルは、ドルーアに与して同盟国アリティアを裏切り、アリティア軍を背後から急襲した。
タリス王国
小部族の長であったモスティンがタリス島の部族を統一し、建国した王国。東大海に浮かぶ島国だが、ガルダなどの東海岸も治める。タリスを含め、アリティア、オレルアン、グルニア、マケドニア、グラはアカネイア七王国とよばれる。
建国されて間もないため国力は低く、正式な騎士団が無い状態で戦力を傭兵に頼っており、一度は海賊の侵攻で城が陥落している。暗黒戦争によって祖国を追われたアリティアの王子マルスに、タリス王は惜しみない援助をする。
魔道都市カダイン
大賢者ガトーによって建国された魔道都市国家。大陸西部の砂漠地帯に位置し、魔道を修行する者が集まる魔道学院が設置されている。国交や戦争には無干渉であったが、暗黒戦争で暗黒司祭・ガーネフがカダインを制圧しドルーアに与した。
ドルーア帝国
地竜族の王メディウスが興した竜族の国。広大な原生林が広がる。かつて大陸で全盛を誇った竜族は、種としての衰退をきっかけに人間へと姿を変えることを決意したが、それに反対した地竜族は人類を滅亡寸前まで追い込む。そんな中、唯一人間に味方し、マムクートになることを決意した地竜がメディウスであった。彼以外の地竜族は神竜王ナーガによって滅び、マムクートは辺境でひっそりと暮らすようになる。しかし、力を失ったマムクートを人間は蔑むようになり、それによって人間に失望したメディウスはマムクートを集め、人間を滅ぼす決意をした。
カシミア国
アカネイア連邦に属する小国で、大陸とはカシミア海峡にかかる橋で繋がっている。なお、本作品中では、カシミアが独立しているのかは定かではなく、下記の参考文献にも国として紹介されていない。カシミア大橋は『暗黒竜』では第18章、および『紋章の謎』第2部第8章のステージとして登場している。

## 第2部 英雄戦争編
第1部の直接の続編となるストーリーで、主人公のマルスをはじめとする多くのキャラクターが第1部から引き続いて登場する。第1部に比べて、序盤から難易度が高い、踊り子が仲間になる、入手できるアイテムが増加している、斧を使えるキャラクターが一人も仲間にならないなどの特徴がある。第1部と同じく20章構成だが、条件を満たすと本当の最終面となる「終章」が出現。第1部から継続したデータで第2部をクリアすると年表がテロップとして流れる。

### ストーリー
ドルーア帝国と地竜王メディウスを打ち滅ぼしたマルス王子や紋章の元に集いし戦士たちは戦後の復興に勤しんでいた。メディウスの残した傷跡は深かったがアカネイア王国の民にはすでに笑顔が戻っていた。その理由の一つが、アカネイア王女ニーナとオルレアン王弟ハーディンの結婚である。アカネイアを救った英雄でもあるハーディンに対して人々からの信頼も厚かった。アリティア王国に戻ったマルスは、タリス王国の姫君シーダとの婚約を発表し、復興も順調だった。
時を同じくして、同盟軍にも加わったオルレアン王国の王弟ハーディンが、アカネイア王女ニーナとの婚礼を発表。そしてアカネイア王に即位した後、強引とも思えるやり方で瞬く間にアカネイアを復興させると共にアカネイア神聖帝国の建国を宣言。自ら初代皇帝となった。
そんななか、マルス王子の下にハーディン皇帝から一通の書簡が届く。「グルニアの反乱軍を討伐せよ。」アカネイア聖王軍に忠誠を誓うマルスは疑問をもちつつも、ハーディンの要請に従い、アリティア軍を率いて反乱鎮圧に向かった。そこで彼らが目にしたのは、かつて仲間として共に戦ったグルニア将軍ロレンスが砦に立て籠もり反旗を翻す姿だった。

## ゲームシステム
暗黒竜と比べ、幾つかの職業が敵専用になったり、名称が変更された。一部新クラスが登場し、二部から使用が可能となった。さらに経験値が敵を倒しきれなかった場合は与えたダメージではなくそれよりも少なくなった。倒したときの経験値は、倒した相手の職業による絶対制のままである。
また、騎乗系ユニットは馬から降りられるようになり、屋外マップでは乗っても降りても自由であるが、城内マップでは必ず降りねばならなくなった。
乗馬時は槍、下馬時は剣しか使うことができない。そのため、暗黒竜では「銀の剣」だけ買えばよかった（重さ、命中率ともに優れており、後半に銀の槍はほとんど不要）が、今作においては使い分けが必要になった。下馬時には移動力はもちろん、ソシアルナイト以外は速さや守備などの能力までが落ちてしまう。
アーマーナイトは剣が装備できなくなった代わりにクラスチェンジが可能となった。乗馬系ユニットは室内マップでは下馬せねばならないため、室内マップで槍が使える唯一のユニットとなっている。しかしながら手槍の重さが20になり、追撃は絶対にできない。僧侶は廃止され、その代わりともいえるシスターは敵の攻撃を受けないと経験値がもらえないのではなく、杖を使用することによって経験値が入るようになり、格段に育てやすくなった。マムクートは竜石の使用回数が無制限ではなくなった代わりに、使用すると数ターン変身したまま戦えるようになった。さらにブレスの射程が1 - 2となったが、重さが20でありマムクートは絶対に追撃ができなくなった。
クラスチェンジについては仕様が変更され、基本値に引き上げから各職業に定められたボーナスぶんだけ上昇するようになり、基本的に最大レベルまであげてからクラスチェンジするほうが有利となった。
また、暗黒竜では1人合計で4個しかアイテムを所持できなかったが、今作では武器欄とアイテム欄に分かれ、それぞれ4個まで持つことができる。ナイト系は前述の理由から武器欄が埋まってしまいがちだが、アイテム欄が別なので武器が一杯でも傷薬を持たせることが可能である。ただし、それぞれ使用欄が別なので、武器を5個持ったり傷薬を5個持ったりはできない。
敵軍ユニットの場合、アイテム欄に表示された武器、アイテムは倒したときに必ず手に入る。また、敵の盗賊が宝箱を開けてもアイテム欄に表示され、倒せば取り返せるようになったため、難易度が大幅に下がっている（暗黒竜では取られると奪還不可能）。なお、敵軍ユニットは所持しているアイテムを使用することは無い。
預かり所が無くなり、代わりに輸送隊が登場。マップ上には登場しないが、マルスに常に同行していることになっており、マルスはいつでも、マルス以外はマルスに隣接することで武器とアイテムのやり取りが可能である。
魔法については大幅な変更があり、固定ダメージ（回復量）から力が加算されるようになり、魔防も職業によってはゼロではなくなり、極めて低確率ながら成長するようになった。ペガサスナイトは魔法に強い設定であるがドラゴンナイトにクラスチェンジすると魔防が低下してしまう。
乱数については今作まではいわゆる乱数調整が不可能なうえに「概ね高い→低い」という順番で偏っており、一部成長率などに影響を及ぼしている。
ほかにも、一部のクラスや武器やアイテムの仕様変更、削除が行われた。

## クラス
ユニットの特性についてはファイアーエムブレム#ユニット・兵種を参照。クラスの後の（）内表記は『暗黒竜』『紋章の謎』の戦闘画面などでの略記。最大LVは全クラス共通20であり、最大HPは52（変身前マムクートは除く。どれだけドーピングでHPを上げても変身後の半分になるため）、移動力は12、その他の能力は全て20である。

### 下位クラス
ソシアルナイト（Sナイト）
馬を自在に操り、移動力に優れる騎士。最も能力のバランスが良いユニットである。装備できる武器は槍。
アーマーナイト（Aナイト）
厚い鎧で身を固める騎士で味方内で唯一室内で槍が使える。守備力に優れるが、速さと移動力は劣る。装備できる武器は槍。
ペガサスナイト（Pナイト）
ペガサスに乗り、天を駆ける騎士。速さ、魔法防御、移動力に優れるが、弓の攻撃に弱い。
また、ソシアルナイト以外の乗り物系クラス全てに言えるが、降りるとなるナイトの基本能力値がソシアルナイトが参考になってるので、乗り物から降りると弱くなる。装備できる武器は槍。
傭兵
傭兵・用心棒などを仕事とする戦闘のプロ。技と速さに優れる。装備できる武器は剣。
戦士
辺境の国の部族兵。力は高いが、守備力に劣る。装備できる武器は斧。第1部にのみ登場する。
アーチャー
鎧をまとった弓兵。守備力が高いが、移動力に劣る。装備できる武器は弓。
ハンター
軽装備の弓兵。力が高いが、守備力に劣る。森や山への移動コストが低い。
また、下位クラスであるものの、昇格しても室内や降りる等でハンターに戻ってしまう。装備できる武器は弓。
魔道士
魔道書を用いて戦う魔道使い。守備力が低いが魔法攻撃は守備ではなく魔防を参照してダメージ計算が行われる。
今作では敵味方共に魔防が低い事が多いので、味方で魔法攻撃を行えれば安定したダメージを与えられる。砂漠でも平地と同じように移動することができる。装備できる武器は魔道書。
シスター
杖を用いて味方を助ける杖使い。攻撃はできない。砂漠でも平地と同じように移動することができる。

### 上位クラス
戦士以外の下位クラスがレベル10以上になった上で対応したクラスチェンジアイテムを使うと昇格できる。昇格するとクラスチェンジボーナスとしてクラス別に能力が上がると同時にレベルが1に戻る。
パラディン
ソシアルナイトの上級クラス。全能力においてソシアルナイトを上回り、魔法防御が大きく伸びている。
ただし、乗り物系クラスのクラスチェンジボーナスは乗り物込みなので降りると弱くなる。装備できる武器は槍。
ジェネラル
アーマーナイトの上級クラス。守備力と力が極めて高い。装備できる武器は槍。
ドラゴンナイト（Dナイト）
ペガサスナイトの上級クラス。魔法防御が下がり弓にも弱いままだが、魔法防御以外のすべての能力が高い。装備できる武器は槍。
勇者
傭兵の上級クラス。技と速さが極めて高い。装備できる武器は剣。
スナイパー
アーチャーの上級クラス。弓を扱うユニットの中で、最も能力が高い。装備できる武器は弓。
ホースメン
ハンターの上級クラス。移動力が高い。馬から降りるとハンターになるため、能力値が下がってしまう。装備できる武器は弓。
司祭
魔導士とシスターの上級クラス。魔道書と杖を共に使いこなす。なお本作ではマリクのみ、専用のグラフィックになる。装備できる武器は魔道書。

### 特殊クラス
ロード
アリティアの王子マルス。能力は平凡だが、プレイヤーのメインユニットとして最も重要な働きをする。装備できる武器は剣。
盗賊
能力は低いが、鍵がなくても宝箱や扉を開けたり、跳ね橋を下ろしたり、隠された財宝を確実に見つけたりすることができる。敵の盗賊は村を破壊してくる。装備できる武器は剣。
コマンド
能力は低いが、他の仲間に変身する特殊な能力を持っている。装備できる武器は剣。
ナイト
ホースメン以外の乗り物系ユニットが、乗り物から降りたもの。能力値は移動力以外、ソシアルナイトと同一でソシアルナイト以外が降りてナイトになると能力値が下がってしまう。装備できる武器は剣。
踊り子
能力は低いが、踊りで仲間を元気づけ、再行動させることができる。戦闘時は専用のBGMが流れる。装備できる武器は剣。
マムクート
竜に変身すると言われる伝説の種族。『暗黒竜』では竜石は無制限に使用できたが、今作では使用回数制限に加え、変身にも数ターンの制限がついた（味方限定）。
種類が『暗黒竜』では3種類、『紋章の謎』では7種類になった。以下竜系のクラスの隣の（）内の石名はその竜の変身に必要な石。
火竜（火竜石）
マムクート専用クラスで味方内では火竜石を使うと変身できる。バヌトゥは火竜にしか変身できない。火竜の項目で各竜の共通特徴も記述する。
マムクートは竜に変身するとHPが２倍になり、竜石に応じた能力変動が起きる（火竜のみ、チキとバヌトゥでは能力の変動が違う）。
ブレスの射程は1 - 2で攻撃対象が人間系の場合、防御力を無視してダメージを与えることができる。
ただし、ブレスの重さが全て20であるため2回攻撃はできず、相手が攻撃できる状態で攻速が3以上あると必ず追撃を受けてしまう。
使えるブレスはひのブレスで氷竜に特効がある（魔竜と飛竜もひのブレスを使う）。氷攻撃に弱い。
飛竜（飛竜石）
マムクート専用クラス。味方ユニットでは、火竜以外に変身できるのはチキのみである。飛行系扱いなので弓に弱いが、移動力が12かつ飛行系なので全クラス最高の移動力を持つ。
氷竜（氷竜石）
マムクート専用クラスで守備力が高い。ブレスはこおりのブレスで火竜に特効がある。川を渡ることができる。炎攻撃に弱い。
魔竜（魔竜石）
マムクート専用クラスで守備と魔防が高い。
神竜（神竜石）
チキ専用クラス。第1部と第2部で能力と姿が違い、前者ではこおりのブレスを使用する白い火竜に似た姿。後者では独自のグラフィックの黄金竜になり、地竜・暗黒竜を含む全ての竜系ユニットに特効のあるきりのブレスを使用。
両者の共通点として、移動時のみ飛行することで地形障害を無視し、戦闘では地上ユニット扱いという破格に有利なユニットである。

### 敵専用クラス
海賊
斧が使えるクラス。海を移動できる。
山賊
斧が使えるクラス。力とHPが高く、技と素早さは低め。
蛮賊
斧が使えるクラス。海賊や山賊を超えるステータスを持つ。登場は第2部の中盤以降のみだが、終章で大量に登場する。
シューター
使用できる武器の射程が3 - 10。移動不可。
ソルジャー
槍が使えるクラス。能力値が一貫して低い。
バーサーカー
第11章のみ。剣が使えるクラス。勇者に似た能力を持つが、魔法防御が低い。
皇帝
ハーディン専用クラス。槍を使う重歩兵だがアーマーキラーの特効対象外。幸運以外の能力が最大値になっている上、直間両用のグラディウスを持っているため非常に強い。
ダークマージ
射程1 - 2（一部例外あり）の魔法と、杖を使える。司祭と比べて守備が高く、魔法防御が低い。
地竜
マムクート専用クラス。相手の攻撃力を半減する。ドラゴンキラーの特効対象外。
暗黒竜
メディウス専用クラス。地竜と同じく相手の攻撃力を半減する。ドラゴンキラーの特効対象外。移動不可。魔法攻撃を封じる。

## 章タイトル一覧
| 第1部章数 | タイトル                   |
| --------- | -------------------------- |
| 1章       | 「マルスの旅立ち」         |
| 2章       | 「ガルダの海賊」           |
| 3章       | 「デビルマウンテン」       |
| 4章       | 「オレルアンの戦士たち」   |
| 5章       | 「ファイアーエムブレム」   |
| 6章       | 「レフカンディの罠」       |
| 7章       | 「港町ワーレン」           |
| 8章       | 「プリンセス・ミネルバ」   |
| 9章       | 「ノルダの奴隷市場」       |
| 10章      | 「アカネイア・パレス」     |
| 11章      | 「悲しみの大地・グラ」     |
| 12章      | 「魔道の国カダイン」       |
| 13章      | 「アリティアの戦い」       |
| 14章      | 「スターロード・マルス」   |
| 15章      | 「マムクート・プリンセス」 |
| 16章      | 「ブラックナイツ・カミュ」 |
| 17章      | 「天空を駆ける騎士」       |
| 18章      | 「悪の司祭ガーネフ」       |
| 19章      | 「マムクートの王国」       |
| 終章      | 「選ばれし者たち」         |

| 第2部章数 | タイトル                 |
| --------- | ------------------------ |
| 1章       | 「グルニア遠征」         |
| 2章       | 「マケドニアの反乱」     |
| 3章       | 「連れ去られた王女」     |
| 4章       | 「喜びと悲しみと」       |
| 5章       | 「グルニア解放」         |
| 6章       | 「悪の巣」               |
| 7章       | 「紅の剣士」             |
| 8章       | 「ソウルフル・ブリッジ」 |
| 9章       | 「魔道の聖域」           |
| 10章      | 「魔道士二人」           |
| 11章      | 「アンリの道」           |
| 12章      | 「火竜の墓場」           |
| 13章      | 「氷の大地」             |
| 14章      | 「明かされた謎」         |
| 15章      | 「王子の帰還」           |
| 16章      | 「王都奪回」             |
| 17章      | 「グラの落日」           |
| 18章      | 「峠の戦い」             |
| 19章      | 「最後の決戦」           |
| 20章      | 「暗黒皇帝」             |
| 終章1     | 「飛竜の谷」             |
| 終章2     | 「竜の祭壇 1-3」         |

## 用語
以下に、本作品における用語を解説する。
ファルシオン
神剣と呼ばれる。神竜族の王ナーガが、人たちを守るための武器として自らの牙を元に作ったという。暗黒竜メディウスに効果的なダメージを与えることができる唯一の武器である。実在のファルシオンは、リンク先を参照。
マムクート
かつて大陸に高度な文明を築いた竜族。種族の衰退に対し、竜石と呼ばれる石に自らの力を封じることで対処したが、それを拒んだものは理性を失い凶暴化した。火竜族、氷竜族、飛竜族、魔竜族、地竜族、神竜族などの部族がいる。
ファイアーエムブレム
「炎の紋章」。物語の鍵となるアイテムで、アカネイア王家の家宝。「紋章の盾」とも呼ばれる。

## 他機種版
| No. | タイトル                                      | 発売日         | 対応機種           | 開発元                     | 発売元 | メディア                                    | 型式 | 売上本数 | 備考 |
| --- | --------------------------------------------- | -------------- | ------------------ | -------------------------- | ------ | ------------------------------------------- | ---- | -------- | ---- |
| 1   | ファイアーエムブレム 紋章の謎                 | 1997年9月30日  | スーパーファミコン | インテリジェントシステムズ | 任天堂 | フラッシュロムカセット (ニンテンドウパワー) | -    | -        |      |
| 2   | ファイアーエムブレム 紋章の謎                 | 2006年12月26日 | Wii                | インテリジェントシステムズ | 任天堂 | ダウンロード (バーチャルコンソール)         | -    | -        |      |
| 3   | ファイアーエムブレム 紋章の謎                 | 2013年4月27日  | Wii U              | インテリジェントシステムズ | 任天堂 | ダウンロード (バーチャルコンソール)         | -    | -        |      |
| 4   | ファイアーエムブレム 紋章の謎                 | 2016年6月22日  | Newニンテンドー3DS | インテリジェントシステムズ | 任天堂 | ダウンロード (バーチャルコンソール)         | -    | -        |      |
| 5   | ニンテンドークラシックミニ スーパーファミコン | 2017年10月5日  | -                  | 任天堂                     | 任天堂 | 内蔵ソフト                                  | -    | -        |      |
| 6   | スーパーファミコン Nintendo Classics          | 2020年9月23日  | Nintendo Switch    | 任天堂                     | 任天堂 | ダウンロード                                | -    | -        |      |

## 主なスタッフ
- チーフゲームデザイナー:加賀昭三（IS）[10]
- ディレクター:寺崎啓祐（任天堂開発第一部）[11]
- チーフプログラマー:成広通（IS）[12]
- グラフィック:小屋勝義（テック）[13]、乃一文香（IS）[13]
- 音楽:辻横由佳（IS）[13]
- スペシャルサンクス:田中宏和（任天堂開発第一部）[14]
- プロデューサー:横井軍平（任天堂）[14]

### 関連する当時の開発者の主なコメント
- （『ファイアーエムブレム外伝』の発売当時の質問で）スーパーファミコンで『FE』シリーズの続編をなんていうお話はないんですかとの問いに対し、「可能性はある」と答えている。また「もし作る事になったらどのような話になりそうか」との問いに、「もし作るのなら、アカネイア戦史の完結編を考えたいですね。懐かしいキャラクターにもう一度登場願って、アカネイア統一をめざし活躍してもらいたいと思う」と述べている[15]。
- 『紋章の謎』の製作期間は、企画のスタートが『外伝』を製作していた頃ですから、3年近いと述べている[3]。
- 「第1部の「暗黒戦争編」は当初3 - 5面程度の非常に短いものを考えていたのが、それではストーリーも何もあったもんじゃないとどんどん増えていって、最終的に20面になった（FC版の25面を泣く泣く5面削ったわけではない）」とのことである。
- 「容量は12MBでスタートしたが、（当初サウンドもマップも第2部の分しか作っていなかったので）すぐにこれでは全く入らないということで24MBになった。もっとも、2部構成にしたことだけが原因ではなく、ゲームシステム上色々新しい試みを入れたから」と述べている。
- 「FC版に登場した6人のキャラクターが削除された理由として、セーブデータが3つも取れない、男性用の僧侶（シスターにあたる）のグラフィックが必要との容量不足」などを挙げている。とくに、「登場するステージ自体は削除されていないリフは入れたかった」と述べている。ただし、本作ではマリクなど、新たに専用グラフィックを獲得したキャラクターがいる。
- 「本作では、城内や牢屋にいるのに馬に乗っているのはおかしいとの観点で騎乗ユニットが馬やペガサスなどから降りられるようにしたが、結果的には傭兵や勇者とあまり差がなくなってユニットとしての個性が殺されてしまい、また、槍系の武器の重要度も薄れてしまったため、反省している」と述べている。
- 「『紋章の謎』が初出である「支援効果」は、実は『外伝』によく似たシステムがあり、これが発展して本作のシステムになった」と述べている。また、「『ファイアーエムブレム』は「愛」のゲームであり、それが根底にあったと」も述べている。
- 「没にキャラクターにボイス。数種類のファンファーレ。ペガサスナイトの上位クラスである「ファルコンナイト」と、「ナイトロード」。敵に善人と悪者がいて、善人を倒さなければ「ナイトロード」になれるが他のゲームに良く似たシステムがあった為に削除した」と述べている。
- （1996年頃に）アカネイア大陸編は本作で完結したが、これは第2部開発中にすでに決定していたのかという問いに対し、「マルスの物語は完結したが、他の英雄についてはまだまだ描き切れていないので、暗黒戦争前半をテーマにもう少し掘り下げてみたい。やるとしたらNINTENDO 64になるでしょうか。無論今は全く未定ですが」と述べている[16]。
- （1999年頃に）『ファイアーエムブレム 聖戦の系譜』に関連した加賀昭三のインタビューにて、「環境が整ったらアカネイア大陸編のマルス達の物語をもう一本作りたい気持ちがある」事と「そのもう一本は、自分の中にある構想を全て実現させたい」と述べている[17]。

## 評価

### 発売前の評価
ファミ通
ファミコン通信のクロスレビューでは40満点中36点だった。最高得点だったのはジョルジョ中冶の10点、最低点数はローリング内沢の8点。

## 各種メディア関連商品

### アニメーション
ファイアーエムブレム 紋章の謎 (OVA)を参照。

### 漫画
- 山口せーら
  - ファイアーエムブレム 紋章の謎（講談社）全1巻
    - 1994年12月1日初版発行 ISBN 4-06-319464-7
- 七月鏡一：原作 克・亜樹：作画
  - ファイアーエムブレム 紋章の謎（小学館『増刊少年サンデー』1994年1月号 - 2月号掲載・81ページ）
第2部の序盤をベースにしたオリジナル作品。単行本未収録。

### 小説・ゲームブック
- 高屋敷英夫
  - ファイアーエムブレム 紋章の謎（小学館/スーパークエスト文庫）
おちよしひこ・画
    - Vol.1 1994年5月20日初版発行 ISBN 4-09-440221-7
    - Vol.2 1994年11月1日初版発行 ISBN 4-09-440222-5
    - Vol.3 1995年7月1日初版発行 ISBN 4-09-440223-3
    - Vol.4 1996年4月30日初版発行 ISBN 4-09-440224-1
- 篠崎砂美
  - ファイアーエムブレム 紋章の謎（エンターブレイン/ファミ通文庫）
    - 暗黒竜と光の剣 2000年10月20日初版発行 ISBN 4-7577-0190-X
    - 上巻 2000年12月20日初版発行 ISBN 4-7577-0278-7
    - 下巻 2001年1月20日初版発行 ISBN 4-7577-0309-0

『紋章の謎』に準じた作品でもあり、リメイク『暗黒竜と光の剣』を含んだ作品。また、同作者の「トラキア776」とも深く関わっている。さらに、「ファイアーエムブレム外伝」や「BSファイアーエムブレム アカネイア戦記編」の設定も登場する。
日野慎之助・画
- ゲームブック
  - ファイアーエムブレム 紋章の謎（エニックス文庫）
1995年10月10日初版発行 ISBN 4-87025-845-5
構成・文：エムズカンパニー（池田美佐・前川陽子）・安藤夏・沙藤樹 画：森下直親

### サウンドトラック
- ファイアーエムブレム 紋章の謎 サウンドメモリアム（ポニーキャニオン）
1994年2月28日発売 PCCG-00250
作曲：辻横由佳 編曲：伊藤ヨシユキ・辻横由佳
  - 1991年6月26日発売 TOTT-5711
- FIRE EMBLEM THE BEST2（ポリスター）
1997年4月25日発売 PSCN-5060/1
2枚組CDで『聖戦の系譜』の曲とセットである。

### 楽譜
- ファイアーエムブレム 紋章の謎 楽しいバイエル併用（ドレミ楽譜出版社）
1994年11月発行 ISBN 4-8108-2642-2
作曲：辻横由佳 採譜アレンジ：丹羽あさ子

### ファンブック
- ALL OF EIRE EMBLEM ファイアーエムブレム〜紋章の謎〜のすべて（宝島社）
  - 1994年3月28日発行 ISBN 4-7966-0793-5 塩田信行&CB'sプロジェクト編著
  - 攻略、新進のイラストレーター田口順子の紋章のキャラクターのイメージイラスト、『HIPPON SUPER!』のファイアーエムブレム投稿コーナーからのファンアートや文章、ゲームの会話集などのファンブック。
- ファイアーエムブレム・ザ・コンプリート（NTT出版）
  - 1996年5月20日発行 ISBN 4-87188-822-3
  - 『暗黒竜』『外伝』との合同ファンブック。FE3作品のキャラクター、アイテム、国の紋章など設定資料集。『ファイアーエムブレム 紋章の謎 (OVA)』の紹介と参加声優のインタビュー。ファンによる投稿などがある。本文イラストに漫画家・田村由美と水玉螢之丞、イラストレーター・寺田克也。漫画に水縞とおる、那州雪絵他が参加している。
- 20th Anniversary ファイアーエムブレム大全
  - 小学館。2010年6月1日発売。ISBN 978-4-09-106467-7
  - FEシリーズ20周年本。『暗黒竜と光の剣』から『新・紋章』まで紹介。
- ファイアーエムブレム　メモリアルブック　アカネイア・クロニクル
  - アスキー・メディアワークス。2010年12月17日発売。ISBN 404868941X
  - アカネイア大陸作品ファンブック『暗黒竜と光の剣』『紋章の謎』『アカネイア戦記』『新・暗黒竜』『新・紋章』まで紹介されている。

#### TCG
- ファイアーエムブレムTCG
  - 「5弾 〜紋章を継ぐもの〜」「第6弾 〜アカネイアの英雄〜」に『暗黒竜と光の剣』および『紋章の謎』のキャラクターがカード化している。
- ファイアーエムブレム0（インテリジェントシステムズ / 任天堂)
  - 第4弾で、カード化された。

## その他の話題
- 発売時期
  - 『外伝』同様、本作も当初の1993年内の発売予定から発売延期がなされているため、タイトル画面および著作権の年号は「1990-1993」（1990年は第1作である『暗黒竜と光の剣』発売年）となっている。
- CM
  - 女優の裕木奈江を起用。裕木の持つ本から『紋章の謎』のキャラクター達が挿絵の状態で、現実世界の裕木の周りに登場する内容であった。CM曲はゆったりめにしたゲーム起動時に「盾」が登場時に流れる、またはオープニング曲のラスト近くに流れる『FEテーマ』のメロディーに「La〜La♪」という歌声を起用。キャッチフレーズは「私の思いが物語となる[19]」。
  - 裕木を起用した経緯は本人が大のゲーム好きで、彼女の最も好きなゲームが『ファイアーエムブレム』である事を雑誌で語っていたことから[16]。後日、小学館の『任天堂公式ガイドブック ファイアーエムブレム紋章の謎』のインタビューで「オグマ」が好きであることを語っていた。
- 小学館 任天堂公式ガイドブック
  - 『ファイアーエムブレム紋章の謎』では著名人のインタビューに前述の女優・裕木奈江、『暗黒竜と光の剣』の漫画を執筆した箱田真紀、島田ひろかず、『外伝』の小説を執筆した尾崎克行。絵と文に「任天堂公式ガイドブック ファイアーエムブレム百科」でも執筆した漫画家・しりあがり寿。コラムにファイアーエムブレム 暗黒竜と光の剣#その他の話題の「『暗黒竜』を愛好した人々」で「FE教団の教祖」と名乗った当時ファミ通の編集者であった、ジョルジョ中治。開発者インタビューに前述の加賀昭三、寺崎啓祐が参加。
- 任天堂テレホンサービス
  - 毎月5日と20日に配信している任天堂ソフト情報にて、オグマとナバールにバレンタインデーにチョコレートが贈られたという情報が流れた（現在は終了している）。
- ゲームセンターCX 有野の挑戦
  - 2010年7月7日に、『みんなのニンテンドーチャンネル』内の動画配信コンテンツ、「ゲームセンターCX 有野の挑戦 ファイアーエムブレム紋章の謎」が公開された。内容は、本作のWiiのバーチャルコンソール版を、有野晋哉が制限時間5時間以内に、仲間を1人も失わずに第2部の第2章までのクリアを目指すというもの。
  - 2013年2月20日に『ファミコン生誕30周年記念 Wii Uバーチャルコンソール体験キャンペーン』の連動企画として、『ゲームセンターCX 有野の挑戦HD』Vol.2内で、「ファイアーエムブレム紋章の謎」が公開された。内容は、本作のWii Uのバーチャルコンソール版を、有野晋哉が仲間を1人も失わずに第1部の第3章までのクリアを目指すというもの。前後編の2部構成で公開。